# Elizabeth Masson
Pour les articles homonymes, voir Masson.
Elizabeth Masson (1806 - 9 janvier 1865), est une chanteuse et compositrice britannique,.

## Biographie
Elle nait en Écosse en 1806. Elle étudie le chant avec Mme. Henry Smart et Giuditta Pasta en Italie. Elle a fait ses débuts lors du Ella's Second Subscription concert en 1831 puis chante régulièrement aux concerts de la Philharmonic Society. Elle travaille ensuite comme professeur de chant.  
Elle a publié une collection de chants de sa composition.  
Elle fonde la Royal Society of Female Musicians en 1839,. 
Elle meurt à Londres,. 

## Œuvres
- Ah, love was never yet without the pang (Texte : George Gordon Noel Byron, Lord Byron)
- Stars of the summer night  (Texte : Henry Wadsworth Longfellow)